# Hudson River Park
A Hudson River Park Manhattan dél-nyugati oldalán, a Hudson folyó partjánál húzódó nyilvános park New Yorkban. A szakaszosan bővülő, 2003-ban megnyílt Hudson River Park délen a Battery Parknál kezdődik és a folyópart mentén északfelé a nyugati 59. utcáig terjed, Manhattan több kerületén fut át, ezek: Tribeca, Greenwich Village, Chelsea, Hudson Yards, Hell’s Kitchen, északi vége kapcsolódik a Riverside Parkhoz. A 7.2 km hosszan elnyúló park 220 hektáros területét figyelembe véve Manhattan második legnagyobb parkja a Central Park után.  Kialakításakor a New York-i kikötő egykori, a folyóba nyúló hajóállomásait, ill. a rakpartot parkosították, gyeppel, rekreációs létesítményekkel, kosárlabda-, tenisz-, futballpályával, játszóterekkel, sétánnyal, kutyafuttató területtel, kerékpárúttal látták el. A parkon is átvezető kerékpárút egyúttal a Manhattant körülölelő vízparti részek mentén, a Manhattant körbefutó, 51 km hosszú Manhattan Waterfront Greenway nevű gyalogos- és kerékpárútnak is a része. A park részben New York állam tulajdonában levő területen (Battery Parktól a 35. utcáig), ill.  New York City tulajdonában levőn (az északi fele, a 35. utcától az 59.-ig) épült.

## Leírása
A park részeit az ott álló létesítményekkel, vagy az egykori hajóállomások számával jelölik (pl. Piers 54). Nevesebb részei:
- Little Island – az egykori 55-ös hajóállomásnál 2018 és 2021 között egy kis, mesterséges szigetet hoztak létre a folyó vízszintje fölött, a különböző magasságú területein egy amfiteátrumot is kialakítottak. A szigetet egyedi formájú pillérek, ill. 132 betontulipán tartja.
- Chelsea Piers sportkomplexum – az egykori 59 - 62-es hajóállomások helyén (piers 59 - 62) a 17. és 23. utca magasságában van, magán beruházással létesült és 1995-ben adták át, többek között vízisport klub, golfpálya, korcsolyapálya áll itt rendelkezésre.
- Gansevoort Peninsula Sand Bluff – a Gansevoort Street magasságában, a Whitney Múzeummal szemben 2023 októberében megnyitott homokos strand, ez Manhattan vízparti részeinek első szabadstrandja. A homokot Cape May üdülőváros óceánpartjáról szállították ide. Közvetlenül érintkezik a vízparttal, ugyanakkor a strandot, a napot akár fürdőruhában élvezőknek a Hudson vizében tilos fürdeniük.[2]
- 84-es móló – (pier 84) 1981 és 1988 között koncerthelyszín volt, fellépett itt többek között a The Clash, Frank Zappa, King Crimson vagy a Hot Tuna. 2006-ban vált a park részévé, ez a park legnagyobb mólója, kajak, kerékpár bérelhető itt, ill. vízitaxi kikötésére van lehetőség.[3]

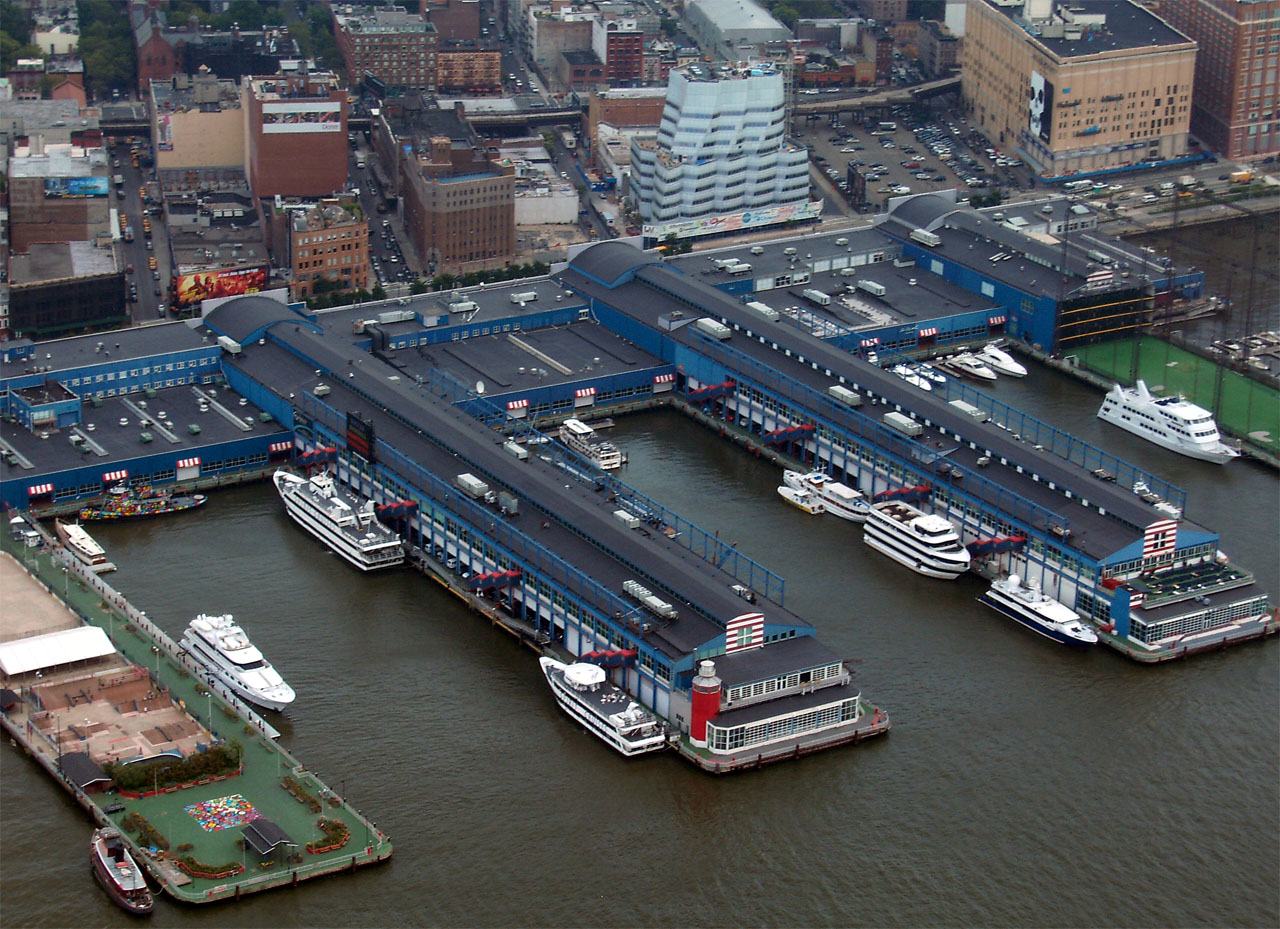
Chelsea Piers sportkomplexum 2006-ban
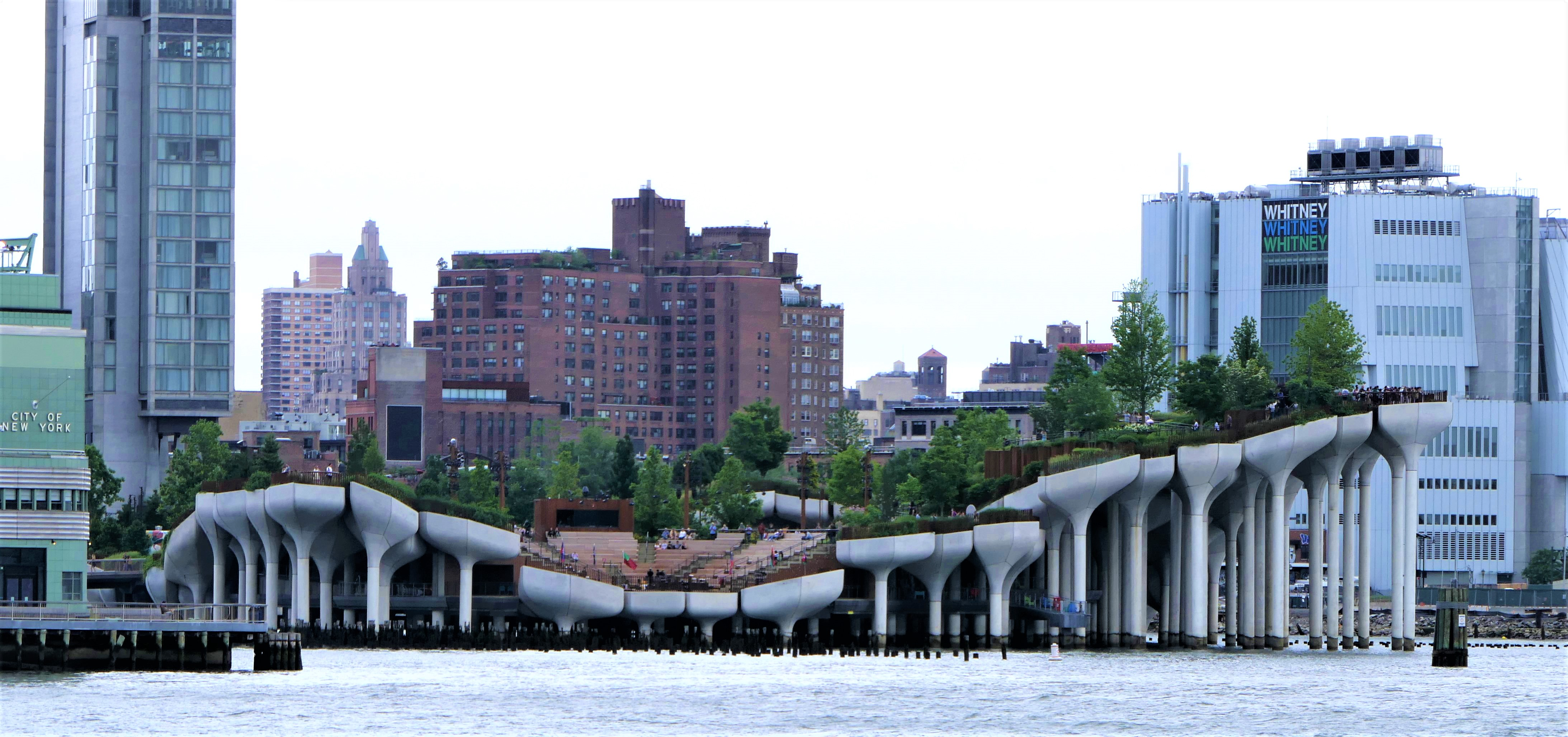
A betontulipánokon álló Little Island a Hudson folyó felől

## Története

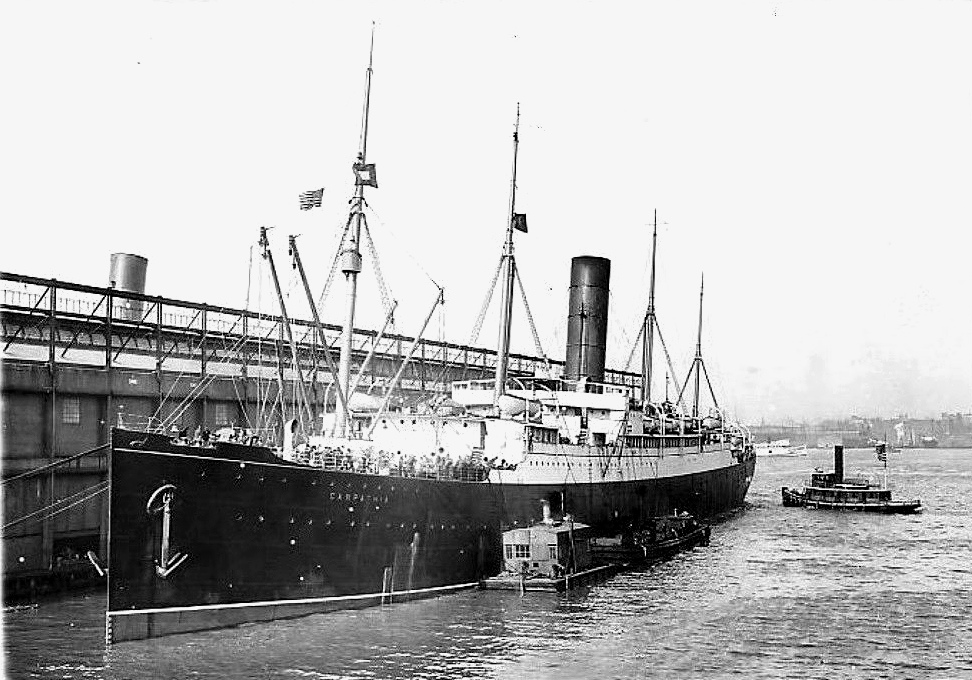
Az 54-es hajóállomásnál az RMS Carpathia óceánjáró 1912 májusában

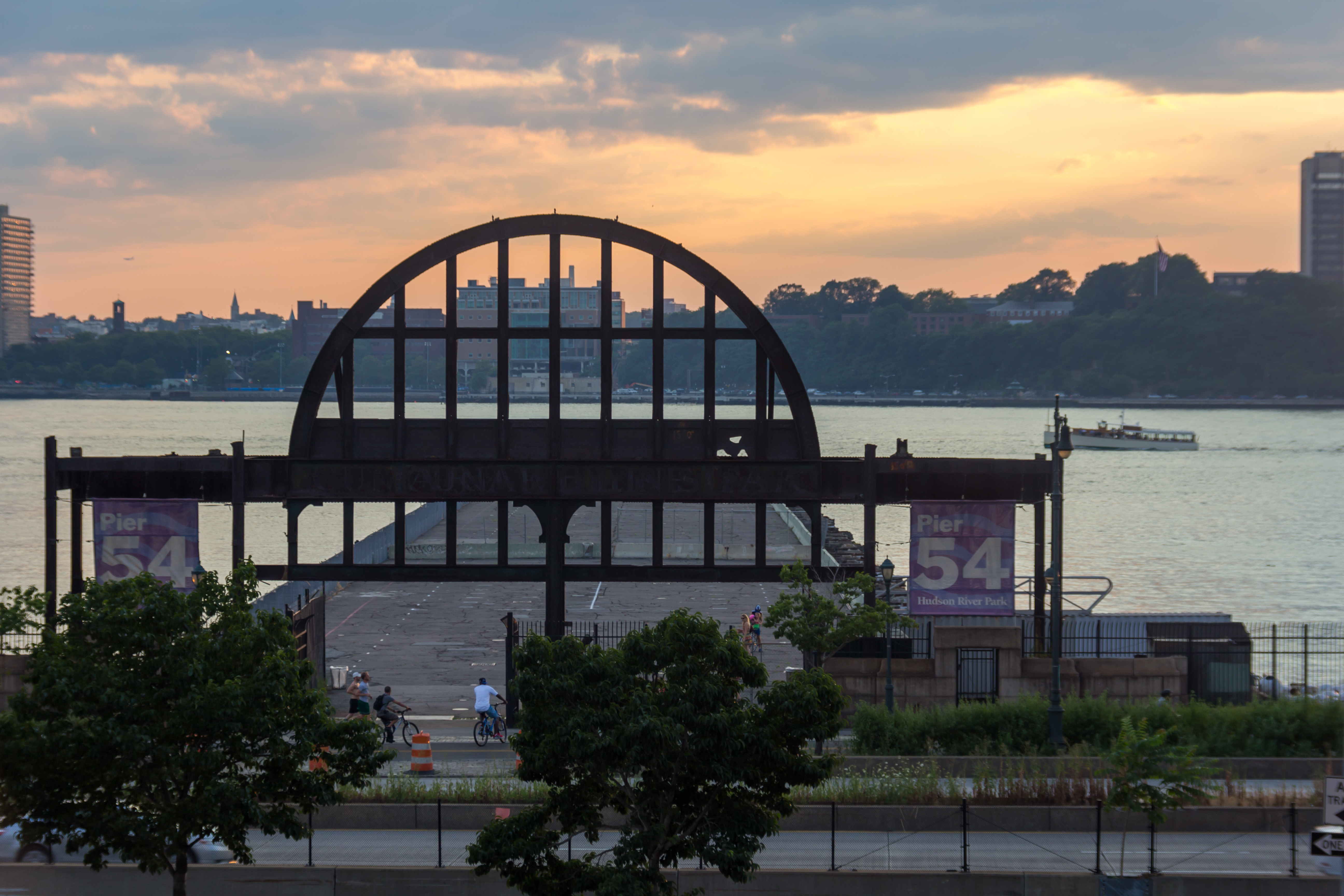
Az 54-es hajóállomás meghagyott része 2012-ben

A gyarmatosítás korai idejében ezen a részen a Hudson folyónak igen gazdag élővilága volt. Még uszályokról is árulták az osztrigát az itt levő, a folyón észak felé vezető hajóknak, ill. az óceánjáróknak a kikötői mellett. Az 1800-as évek elején jelent meg az első gőzhajó, az 54-es hajóállomásról 1807-ben indult el Robert Fulton North River Steamboat, vagy más néven a Clermont nevű gőzhajója Albany felé. A New York-i kikötőben Fulton hajózási társasága ekkor teljes monopóliumot szerzett. Az 1900-as évek elején itt álltak a személyszállító, óceánjáró járatok hajóállomásai, a brit Óceáni Gőzhajózási Társaság (White Star Line), ill. a Cunard Line járatai kötöttek ki az 59-es, ill. az 54-es hajóállomáson, az 54-esbe futott be 1912-ben a Titanic utasait kimentő RMS Carpathia óceánjáró is. A 20. század második felére a kikötök többsége már használaton kívül volt, vagy el is bontották.
Már az 1970-es, ’80-as években különböző városrendezési tervek születtek Manhattan nyugati oldalán a rakpart átformálására, új autópálya föld alá vezetve, vagy akár a folyóba nyúló használaton kívüli kikötők közötti folyórészek feltöltésével és fölötte kialakított parkkal Manhattan nyugat felé bővült volna, azonban ezeket a terveket elvetették. Még mielőtt a park létesítéséről a végső döntés megszületett volna, a Chelsea Piers sportkomplexumot már 1994-ben elkezdték építeni, majd 1995-ben adták át.
Végül 1998-ban fogadták el a jelenlegi park tervét New York állam akkori kormányzója, George Pataki idejében, megvalósítására alapítvány jött létre, a Hudson River Park Trust. Még ugyanabban az évben el is kezdték a park első átadott szakaszának megépítését Greenwich Village-ben, ezt 2003-ban nyitották meg. Egy ideig szünetelő építkezés után újabb szakaszait 2005-től kezdték átadni, 2015-re 500 millió dolláros költségből a park 70%-a el is készült. A 2020-as években is tovább bővült, 2021-ben adtak át Little Island néven egy mesterséges szigetet, majd 2023 őszén a Gansevoort Streetnél nyitották meg a park szabadstrandját. 

## Galéria

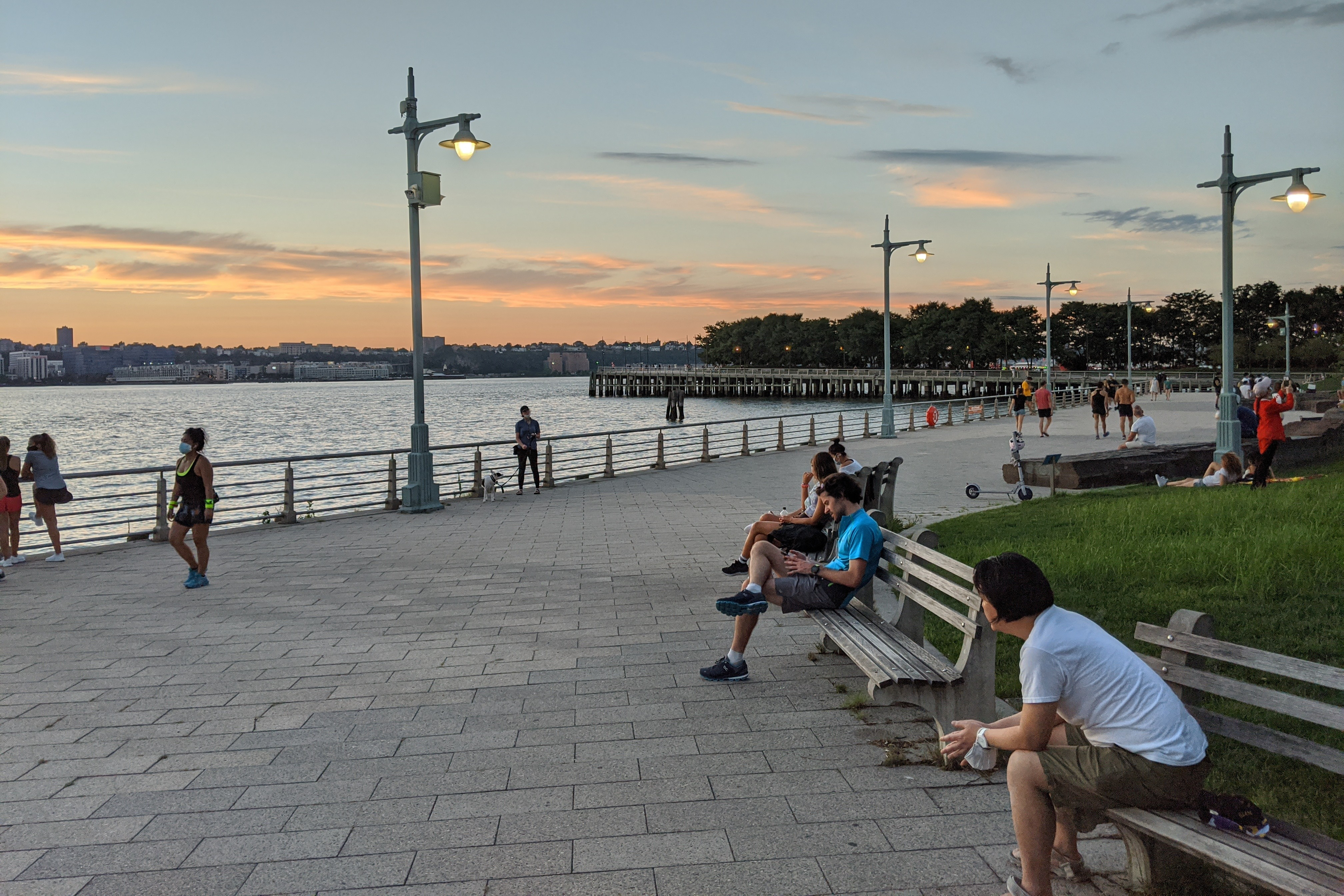
Hudson River Park sétánya 2020 júliusában
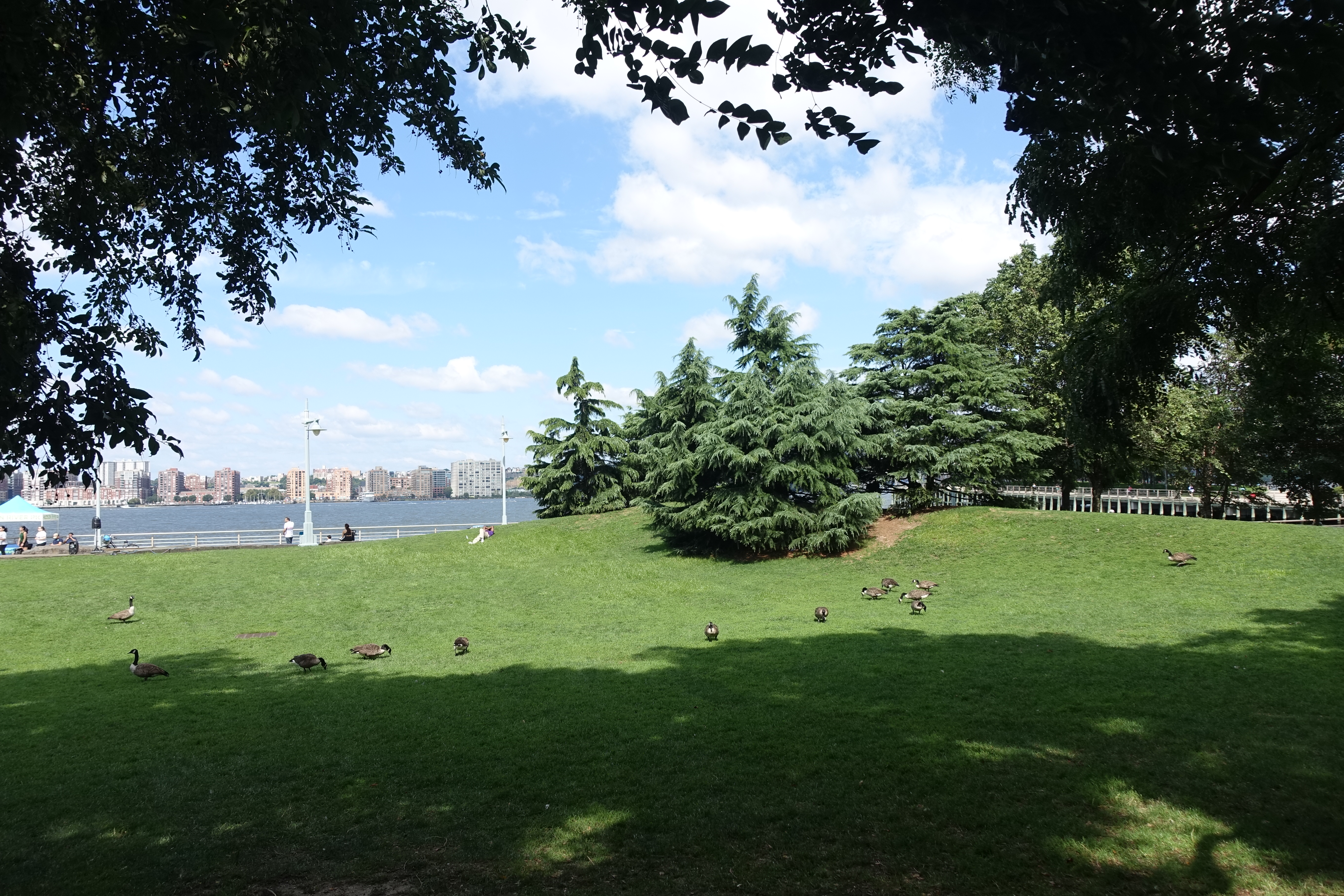
Gyep az egykori 63-as hajóállomásnál 2023 augusztusában Chelsea-ben
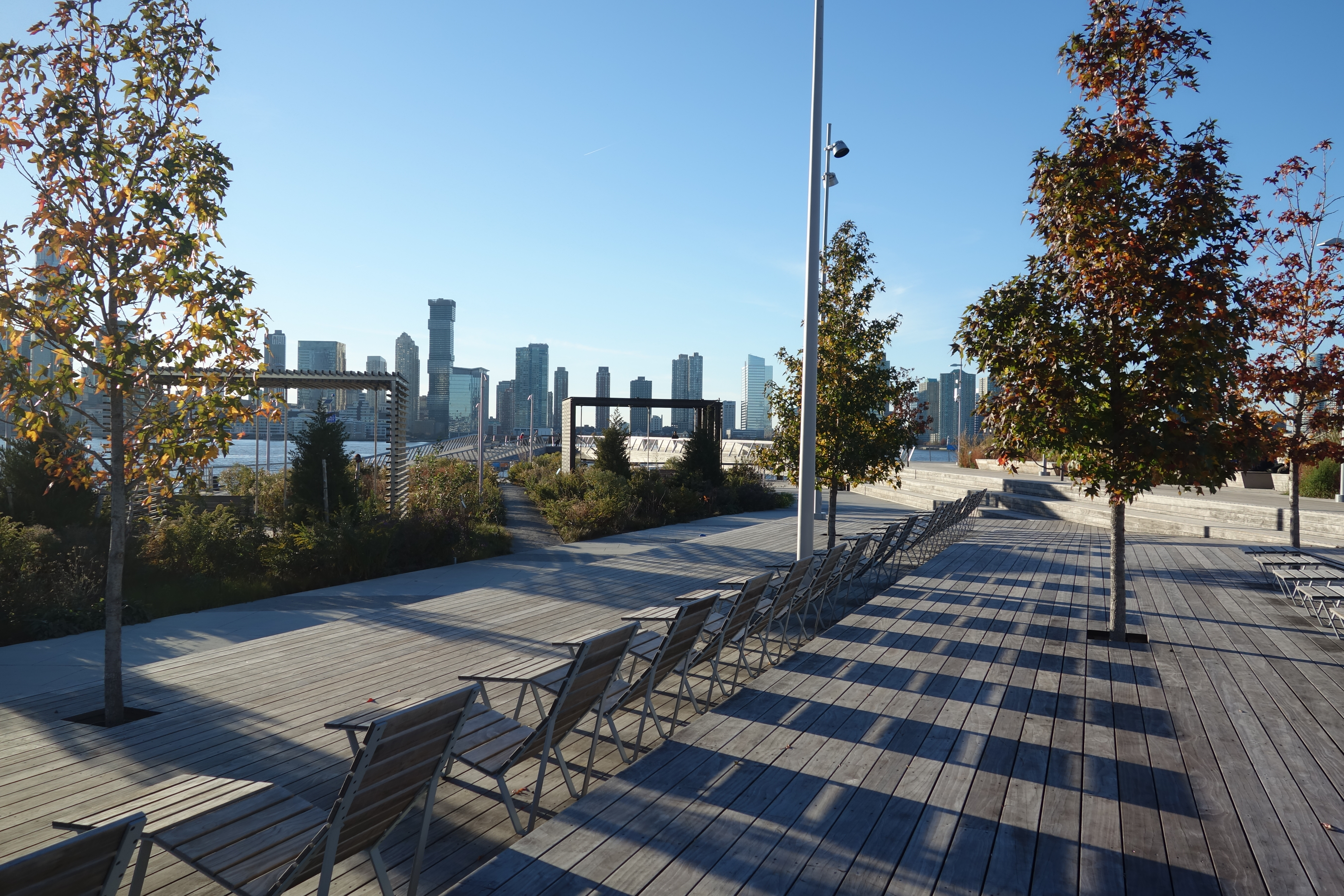
A kerékpárút és a sétány az egykori 26-os hajóállomásnál Tribeca-ban
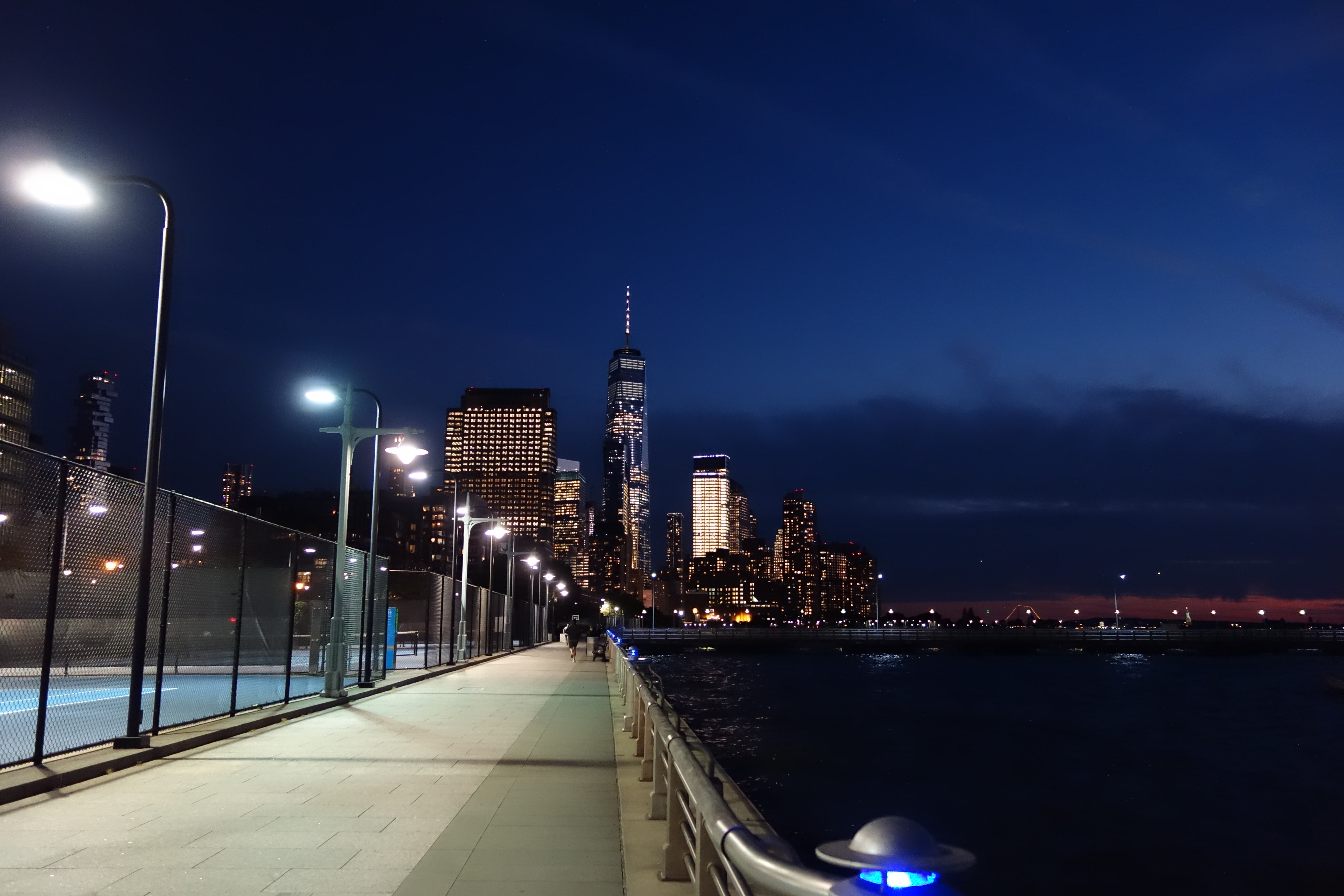
Éjszakai képe 2018 októberben a Houston Street-nél
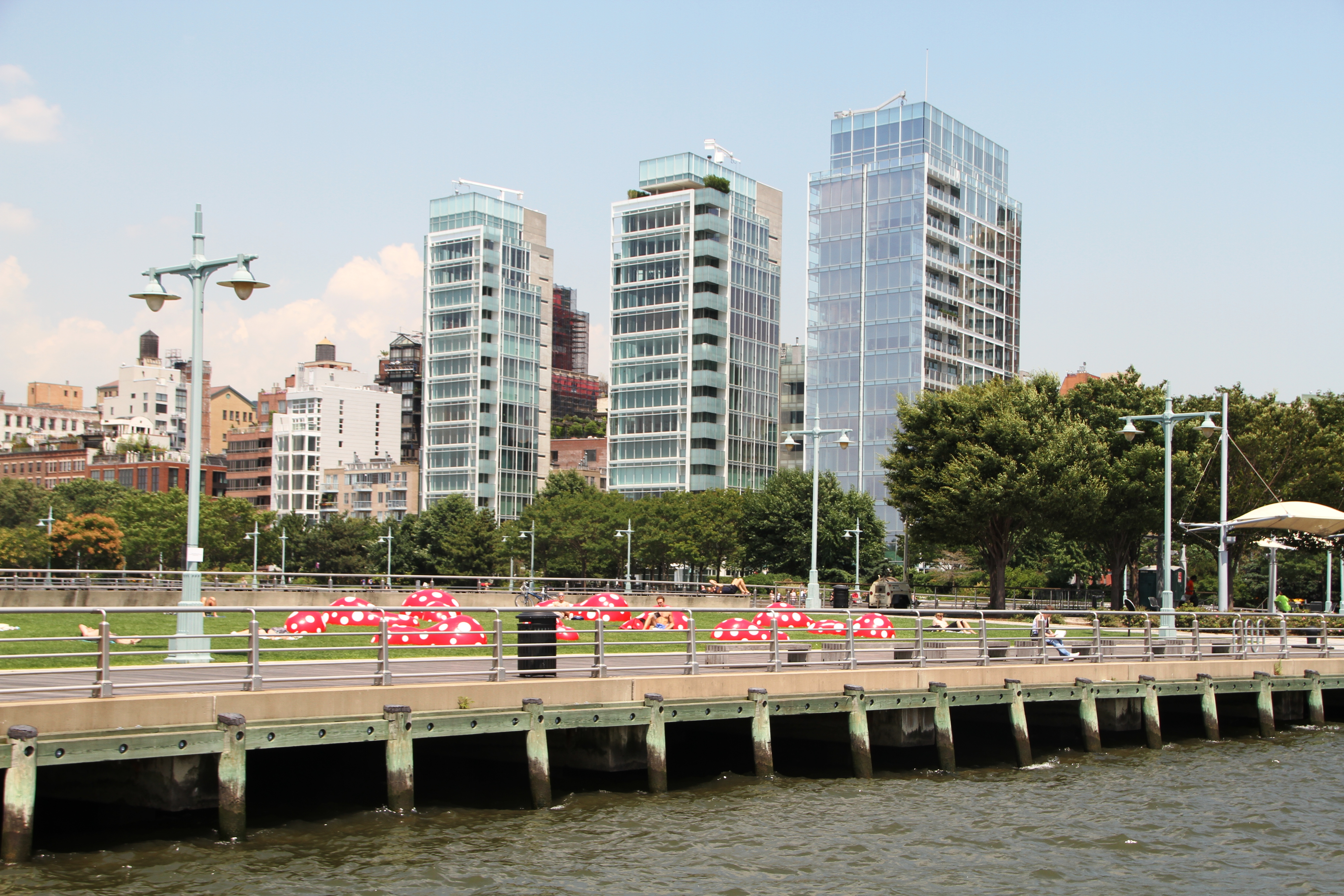
Az egyik parkosított móló 2012-ben